# كلود ديبوسي
كلود أشيل ديبوسي (1862-1918) (بالإنجليزية: Claude Achille Debussy) أحد أشهر وأهم مؤلفي الموسيقي في فرنسا، وواحداً من أهم المؤلفين في القرن العشرين، وحاصل على وسام جوقة الشرف. بدأ تأليف إحدى أشهر معزوفاته (سيمفونية البحر) في عام 1903، وأنهاها وقدمها للمرة الأولى في عام 1905 في مدينة باريس. لم تلق ترحيبًا في البداية من الانقاد أو الجمهور، ووصفت بالموسيقى (الغامضة) و(المارقة). جمعته صداقة بالرسام كلود مونيه، وتأثر بلوحاته.

## حياته

### الطفولة والدراسة
كانت أسرة ديبوسي في الأصل من خلفية مزارعين مواضعين استقرت في منطقة أوكسوا في برجندي من القرن السابع عشر فانتقلوا لمنطقة باريس نحو 1800. كان جد المؤلف بائع خمور ووالده مانويل أخيل خدم في سلاح مشاة البحرية لسبع سنوات ثم استقر مع زوجته في سانت جيرمان إن لاي ليدر محل خزفيات
ولد في 22 أغسطس 1862م بسان جرمان بفرنسا، وهو الأبن الأول من خمسة أبناء لبائع لم يهتم بتعليم ولده، بدأ ديبوسي تعلم البيانو وهو في سن السابعة على يد موسيقى إيطالي وكانت عمته تتحمل تكاليف هذه الدروس، وفي سن العاشرة انتسب إلى كونسرفاتوار (المعهد الموسيقي) باريس عام 1872، حيث قضى أحد عشر عاما لدراسة العزف على البيانو والتأليف الموسيقي وذلك بفضل السيدة موتيه دي فلورفيل التي ادعت انها تلميذة قديمة لشوبان في حين لم تثبت ذلك بالأدلة، وهي التي اكتشفت موهبته منذ طفولته.

## مسيرته الفنية
في عام 1880م ذهب إلى روسيا ليعمل لدى مدام فون ميك راعية المؤلف تشايكوفسكي عندما انتقلت عائلتها من أوروبا إلى روسيا، وكان يعطى دروسا في البيانو لأطفالها كما كان يقيم حفلات خاصة مع بعض أصدقائها
في عام 1884م فاز بجائزة رومأعلى كانتاتته "الطفل المعجزة"، وفي روما التي قضى فيها عامين التقى بليست، وفيردي، وبويتو، واستمع إلى أوبرا لوهنغرين للمؤلف فاغنر.
كان ديبوسي معجباً أشد الإعجاب بـ ريتشارد فاغنر ، مدركاً عظمته، لكنه أدرك أيضاً أنه يُمثِّل طريقاً مسدوداً أمام المؤلفين، وتعمَّق إيمانه بأن على الموسيقى والموسيقى الفرنسية خاصة، أن تجد لها طريقاً آخر، وقد نجح في صقل أسلوب فرنسي متميز خاص به.
ومن الأمور الهامة الأخرى في حياته الفنية دراسته لمدوَّنة أوبرا بوريس غودونوف للمؤلف الروسي موديست موسورسكي، الذي لم يكن تقليدياً على صعيد الاستخدام الهارموني، بل كان تجريبياً هدفه استنباط هارموني مبتكر، وتوظيفه لخدمة الناحية التعبيرية، وصداقته بالمؤلف الفرنسي إيريك ساتيه، الذي ظهرت في أعماله ملامح انطباعية قبل أن تظهر في مؤلفات ديبوسي.

## وفاته
في عام 1910م أصيب بالسرطان الذي جعله شبه عاجز. وخلال الحرب العالمية الأولى وضع بعض المقطوعات المستلهمة من عواطف وطنية، وتوفي في 25 مارس عام 1918م في باريس.

## روابط خارجية
- كلود ديبوسي على موقع IMDb (الإنجليزية)
- كلود ديبوسي على موقع الموسوعة البريطانية (الإنجليزية)
- كلود ديبوسي على موقع ألو سيني (الفرنسية)
- كلود ديبوسي على موقع ميوزك برينز (الإنجليزية)
- كلود ديبوسي على موقع قاعدة بيانات برودواي على الإنترنت (الإنجليزية)
- كلود ديبوسي على موقع إن إن دي بي (الإنجليزية)
- كلود ديبوسي على موقع أول ميوزيك (الإنجليزية)
- كلود ديبوسي على موقع ديسكوغز (الإنجليزية)
- كلود ديبوسي والانطباعية في الموسيقا